# Кёниг, Леопольд (велогонщик)
О миллионере-сахарозаводчике см. Кёниг, Леопольд Егорович
Леопольд Кёниг (чеш. Leopold König; род. 15 ноября 1987, Моравска-Тршебова, ЧССР) — чешский профессиональный шоссейный велогонщик, выступающий за команду мирового тура «Bora-Hansgrohe». Чемпион Чехии 2016 года в индивидуальной гонке.

## Достижения
2010
1-й  Oberösterreichrundfahrt
1-й этап
1-й  Тур Чехии
2-й этап
Тур Болгарии
3-й этап
3-й Прага — Карловы Вары — Прага
2011
2-й Тур Австрии
 Молодежная классификация
3-й Тур Эны
9-й Тур Британии
2012
6-й Неделя Коппи и Бартали
этап 2b (КГ)
3-й Тур Юты
6-й Гран-при кантона Аргау
10-й Тур Британии
6-й этап
2013
1-й  Тур Чехии
3-й этап
Тур Калифорнии
7-й этап
6-й Неделя Коппи и Бартали
9-й Вуэльта Испании
8-й этап
2014
4-й Тур Баварии
7-й Тур де Франс
2015
Чемпионат Чехии
2-й  Индивидуальная гонка
2-й  Групповая гонка
3-й Джиро дель Трентино
3-й Trofeo Serra de Tramuntana
5-й Trofeo Andratx-Mirador d'Es Colomer
6-й Джиро д'Италия
6-й Тур Абу Даби
10-й Тур Чехии
3-й этап
2016
Чемпионат Чехии
1-й  Индивидуальная гонка
Вуэльта Испании
1-й этап (КГ)
9-й Trofeo Pollenca-Port de Andratx
10-й Вуэльта Валенсии

## Статистика выступлений

### Гранд-туры
| Гонка           | 2013 | 2014 | 2015 | 2016 | 2017 |
| --------------- | ---- | ---- | ---- | ---- | ---- |
| Джиро д'Италия  | —    | —    | 6    | —    | —    |
| Тур де Франс    | —    | 7    | 70   | —    | —    |
| Вуэльта Испании | 9    | —    | —    | 29   | —    |

| — | Не участвовал |